# せいせいするほど、愛してる
『せいせいするほど、愛してる』（せいせいするほど、あいしてる）は、北川みゆきによる漫画作品。『プチコミック』（小学館）にて、2006年から2008年まで連載された。単行本は全7巻。
2016年にTBSテレビ系でテレビドラマ化された。
また2017年にはdTVにてムービーコミックが配信された。

## あらすじ
ロワール(化粧品ブランド)の広報部で働く栗原未亜は、彼氏・山下から突然プロポーズされたが、仕事に理解を示さない彼に冷めて別れを告げる。しかし、その山下がストーカー化をしてしまい、困っていたところ、出会ったばかりの美青年・三好海里に救われる。しかし、実は彼は、ロワールの副社長だった。

## 登場人物
声はムービーコミックでの声優。
栗原 未亜（くりはら みあ）〈25〉
声 - 大地葉
ロワール化粧品の広報担当。
交際していた山下からプロポーズされたが、仕事が充実しているため、結婚に踏み切れない。
あかりと千明と学生時代から親友。
山下から別れるために偽りの恋人の振りをしたことをきっかけに海里に惹かれていく。
三好 海里（みよし かいり）〈27〉
声 - 森久保祥太郎
ロワール化粧品の副社長。
ロサンゼルスの大学で建築を学んでいたが、ロワール化粧品の社長である伯父の養子となり後継者となった。
既婚者だが、未亜と関わっていくうちに惹かれていく。
久野 淳志（くの あつし）
声 - 柳田淳一
証券会社に勤務をしながら、小説の新人賞を受賞した作家。
学生時代から海里とは親友である。
あかりと千明の間で三角関係になる。
真咲 あかり（まさき あかり）〈25〉
出版社・省楽館の編集者。久野の作品の編集担当となる。
クールな性格で、男性に対して素直になれない。
千明とルームシェアをしている。
美山 千明（みやま ちあき）〈25〉
モデル。
女子力高く、明るい性格。年齢とキャラクターに周囲は持て余しており、自身もモデルとして行き詰まりを感じている。
学生時代は太っていて、一念発起してダイエットに成功し、モデルになった。
宮沢 綾（みやざわ りょう）
声 - 神原大地
ボーテ・ド・ドラジェの営業部長代理。
関西出身なので、関西弁で話す。以前は大阪の広告代理店に勤めていた。
未亜を引き抜くために、見合い相手として近づく。
三好 優香（みよし ゆか）
海里の妻。
海里との離婚に合意したあと、自身が運転する車で交通事故に遭い植物状態となり、病院で入院している。
藤枝 志保（ふじえだ しほ）
大阪中央病院の看護師。東京出身。優香の担当をしている。
宮沢の元彼女で、遠距離恋愛をしていた。
山下（やました）
未亜の彼氏だったが、プロポーズを断られたことがきっかけでストーカーと化す。

## 書籍情報
- 北川みゆき『せいせいするほど、愛してる』  小学館〈プチコミックフラワーコミックスα〉 全7巻
  1. 2006年10月26日発売、ISBN 978-4091306968
  2. 2007年03月26日発売、ISBN 978-4091308979
  3. 2007年09月26日発売、ISBN 978-4091312051
  4. 2008年01月25日発売、ISBN 978-4091314581
  5. 2008年07月10日発売、ISBN 978-4091316868
  6. 2008年10月10日発売、ISBN 978-4091320452
  7. 2009年02月10日発売、ISBN 978-4091322388
- 北川みゆき『せいせいするほど、愛してる』新装版  小学館〈プチコミックフラワーコミックスα〉 全7巻
  1. 2016年06月24日発売、ISBN 978-4091386502
  2. 2016年06月24日発売、ISBN 978-4091386571
  3. 2016年06月24日発売、ISBN 978-4091386588
  4. 2016年06月24日発売、ISBN 978-4091386595
  5. 2016年06月24日発売、ISBN 978-4091386601
  6. 2016年06月24日発売、ISBN 978-4091386656
  7. 2016年06月24日発売、ISBN 978-4091386663

## テレビドラマ
2016年7月12日から9月20日まで、TBS系の火曜ドラマ枠で放送された。主演は武井咲。
ティファニージャパンの全面協力で、未亜はティファニージャパンの広報、海里はティファニージャパンの副社長の設定で、宮沢はジミーチュウの広報担当の設定となった。

### キャスト

#### 主要人物
栗原未亜〈25〉
演 - 武井咲
ティファニージャパンの広報。
あかり・千明とは、小学校からの幼馴染。ルームシェアをしている。
迎賓館に会食前に来ていたが、プロポーズされた際に彼氏・陽太から貰ったエンゲージリングを受け入れる気持ちになれず、断ってエンゲージリングも返そうとするが、その時子供が風船を手放してしまいその風船を取ろうとする海里とぶつかりなくしてしまう。数日後、ティファニーの広報部で、研修の一環で来た副社長・三好海里と運命的な出会いをする。
最終話で、海里のことをせいせいするほど、愛し結ばれ妻になる。
三好海里〈32〉
演 - 滝沢秀明
ティファニージャパンの副社長。
アメリカの大学を卒業した後、建築家として活躍していたが、伯父・嘉次の要請もありティファニージャパンの副社長に就任。未亜には結婚していることを隠していた。
第3話で二人きりで未亜と出張に行くことになり、夜の熱海で未亜と想いを交わす。
第5話で33歳の誕生日を迎える。
最終話で優香と紆余曲折を経て正式に離婚し、未亜と結婚する。

#### ティファニー・ジャパン
佐伯香澄〈27〉
演 - 横澤夏子
広報。未亜の先輩。
遠藤多佳子〈24〉
演 - 和田安佳莉
広報。未亜の後輩。
高田義彦〈35〉
演 - 寿大聡
広報。未亜の先輩。
向井雅代〈45〉
演 - 神野三鈴
広報部長。未亜の上司。
古沢和彦〈45〉
演 - 瀧川英次
重役。海里を目の敵にしている。
三好嘉次〈60〉
演 - 松平健
社長。海里の伯父。

#### その他
真咲あかり〈25〉
演 - 水沢エレナ
大手出版社「芸秀館」の文芸雑誌「小説芸秀」の編集者。
未亜・千明とは、小学校からの幼馴染。
久野の小説家としての才能に惚れ込んで、担当として接するようになる。
久野に好意を抱いており、最終話で千明の助言を思い出し久野に想いをさらけ出し、キスを交わす。
美山千明〈25〉
演 - トリンドル玲奈
ファッションモデル。
未亜・あかりとは、小学校からの幼馴染。
久野と肉体関係。
久野淳志〈27〉
演 - 中村隼人
証券トレーダーの傍ら小説を執筆し、いきなり新人賞を受賞した新人の小説家。
海里の大学の後輩。
あかり・千明とは、複雑な関係で恋愛実験をしていた。
最終話であかりがさらけ出したことによって、出会ったときからあかりに好意を抱いており、その想いを彼女に語り、キスを交わす。
宮沢綾〈28〉
演 - 中村蒼
ジミーチュウの広報部の部長代理。関西弁。
未亜をジミーチュウに引き抜こうとしている。
山下陽太〈28〉
演 - 高橋光臣
未亜の元彼。
未亜にプロポーズするものの、仕事を辞めて家庭に入ることを望み、それがきっかけで断られる。その後、ストーカー化し、未亜につきまとった。
小川遥香〈32〉
演 - 橋本マナミ
海里の妻・優香の姉。海里の高校の同級生。
ブティックを経営しており、足しげく優香のお見舞いにも通っている。
三好優香〈27〉
演 - 木南晴夏（第3話 - ）
海里の妻（旧姓：小川）。
意識不明のまま、病院に入院している。第5話で意識を取り戻し、目覚めた。
最終話で海里と離婚した。
ナオキ
演 - GENKING
未亜・あかり・千明の行きつけの焼き鳥屋「うっとり」の店主。
父の跡を継いで焼き鳥屋をやっている。

#### ゲスト
第1話
グレイシー・ゴールド
演 - 本人
ティファニー・ジャパンの展示会に出すブックレットに寄稿をお願いするため、未亜と海里がインタビューした。
客
演 - 鈴木奈々
未亜と海里が視察していたティファニーの店舗に来店した客。

第2話
森丈一
演 - 駿河太郎
ゲイのカリスマスタイリスト。SNSで影響力があり、ティファニーの商品も発信してくれる。
客
演 - 滝沢カレン
ティファニー新宿店で先行販売された限定品を買いに来た客。

第3話
石岡健斗
演 - 吉沢亮
大学生。ティファニーのオープンハートネックレスを購入して好きな人に告白しようとしていたが、入店をためらっているところに、未亜と海里が声をかける。
坂上学
演 - 木下ほうか
サイバー・セールス社の常務。
石岡健一
演 - 三遊亭円楽
サイバー・セールス社の社長。健斗の父。

第4話
hiro
演 - LiLiCo
女性に人気のあるベストセラー作家。
山口
演 - 渡辺江里子
hiroのマネージャー。
丸山敬太
演 - 本人
夏祭りの主催者として登場。

第5話
ケーキ屋の店員
演 - 三戸なつめ
表参道の話題のケーキ屋さんの店員。

第6話
栗原鈴子
演 - 小林幸子（第9話、最終話）
未亜の母。娘の未亜があかり・千明と住んでいるシェアハウスを訪れる。『運命の人』とは、娘想いの鈴子が未亜に語る。最終話では実家に帰ってからの未亜に「せいせいするまで、やんなさい。」と言って助言する。

第7話
藤枝志保
演 - 村川絵梨
看護師。優香の看護を担当。宮沢の元彼女。
里田
演 - 好井まさお
宮沢の友人。

最終話
古光堂の主人
演 - 斉木しげる
実家に帰ってから未亜が再就職するセレクトショップのオーナー。
ファッションショーのスタッフ
演 - 弘中麻紀
若手ファッションデザイナー向けのショーのスタッフ。

### 原作との相違点
- 未亜と海里が務める会社が化粧品会社「ロワール」から、実在のジュエリーブランド「ティファニージャパン」に[5]、宮沢の務める会社が化粧品会社「ボーテ・ド・ドラジェ」から、これも実在のアクセサリーブランド「ジミーチュウ」にそれぞれ変更されている[6][17]。それに伴い、ティファニージャパン広報部のメンバーは、ドラマオリジナルキャラクターである。
- 海里の年齢は原作では27歳だが、ドラマでは32歳となっている。
- 海里と久野は原作では同じ年齢で大学のときの同級生だったが、ドラマでは海里が大学の先輩、久野が後輩となっている。
- 宮沢は原作では営業部長代理だが、ドラマでは広報となっている。
- 未亜とあかりと千明は原作では学生時代から親友だが、ドラマでは小学生から親友となっている。
- 原作ではルームシェアしているのはあかりと千明のみ(未亜は一人暮らし、物語中盤からは宮沢と同居)だが、ドラマでは3人でルームシェアしている。なお、原作者・北川みゆきの作品「みだらな熱帯魚」では、主人公の愛梨が友人2人とルームシェアをしている。
- 海里はロサンゼルスの大学で建築を学んでいたが、ドラマではコロンビア大学でMBAを取得している。
- 優香は原作では特に未亜に誹謗中傷をするような行為はない(未亜を『この泥棒！』と罵倒するのは宮沢の元彼女・志保である)。姉の小川遥香はドラマのオリジナルキャラクター。

### スタッフ
- 原作 - 北川みゆき
- 脚本 - 李正美、渡邉真子、井上聖司
- 音楽 - 木村秀彬
- 主題歌 - 松田聖子「薔薇のように咲いて 桜のように散って」（EMI Records）[18][4]
- プロデューサー - 伊與田英徳、飯田和孝
- 演出 - 石井康晴、池田克彦、岡本伸吾

### 受賞
- 第5回コンフィデンスアワード・ドラマ賞 助演女優賞（2016年） - 木南晴夏 [19][20]

### 放送日程
| 各話                                                                        | 放送日  | サブタイトル                                           | 脚本              | 演出     | 視聴率 |
| --------------------------------------------------------------------------- | ------- | ------------------------------------------------------ | ----------------- | -------- | ------ |
| 第1話                                                                       | 7月12日 | ティファニー副社長とのジェットコースター恋愛!不倫純愛? | 李正美            | 石井康晴 | 9.3%   |
| 第2話                                                                       | 7月19日 | ティファニー副社長の孤独と秘密止められない愛が加速!    | 李正美 渡邉真子   | 石井康晴 | 7.4%   |
| 第3話                                                                       | 7月26日 | 禁断の夜!罠と裏切り〜副社長への愛と秘密!!              | 李正美 渡邉真子   | 石井康晴 | 6.7%   |
| 第4話                                                                       | 8月02日 | 妻が目覚め副社長の悲しい過去が!三角関係も急展開        | 井上聖司 李正美   | 池田克彦 | 6.9%   |
| 第5話                                                                       | 8月09日 | 妻にバレタ追い詰められた純愛!誕生日は君と一緒に        | 李正美 渡邉真子   | 岡本伸吾 | 6.7%   |
| 第6話                                                                       | 8月23日 | 母親の愛!会社にバレて絶体絶命泥棒ネコ!                 | 井上聖司 渡邉真子 | 石井康晴 | 9.7%   |
| 第7話                                                                       | 8月30日 | 遂に修羅場夫の携帯を奪った妻!地獄の晩餐会で対決        | 李正美            | 池田克彦 | 7.7%   |
| 第8話                                                                       | 9月06日 | 頭で考える恋か?心で感じる恋かモンスター化する妻        | 渡邉真子          | 岡本伸吾 | 7.4%   |
| 第9話                                                                       | 9月13日 | 最終回前!結婚か?全てを捨てて逃避行か?                  | 李正美            | 石井康晴 | 7.9%   |
| 最終話                                                                      | 9月20日 | さよなら副社長!妻に招かれた結婚式〜涙の結末が…!!       | 渡邉真子          | 石井康晴 | 9.1%   |
| 平均視聴率 7.9%（視聴率はビデオリサーチ調べ、関東地区・世帯・リアルタイム） |         |                                                        |                   |          |        |

※8月16日はリオデジャネイロオリンピック競技「陸上競技」中継のため放送休止。
| TBS系 火曜ドラマ                      | TBS系 火曜ドラマ                                       | TBS系 火曜ドラマ                                     |
| 前番組                                | 番組名                                                 | 次番組                                               |
| ------------------------------------- | ------------------------------------------------------ | ---------------------------------------------------- |
| 重版出来! （2016年4月12日 - 6月14日） | せいせいするほど、愛してる （2016年7月12日 - 9月20日） | 逃げるは恥だが役に立つ （2016年10月11日 - 12月20日） |

## ムービーコミック
2017年3月20日よりdTVにて配信された。

### キャスト（ムービーコミック）
- 登場人物参照。

### 主題歌
「残像」
歌 - lecca